# Papenburg
Papenburg é uma cidade da Alemanha localizada no distrito de Emsland, estado de Baixa Saxônia. Está situada às margens do rio Ems. É conhecida por seu grande estaleiro, o Meyer-Werft.

## Geografia

### Distritos
Papenburg é subdividida em 6 distritos urbanos: Papenburg-Untenende, Papenburg-Obenende, Herbrum, Tunxdorf-Nenndorf, Aschendorf e Bokel.

## Demografia
Evolução da população (todas correspondentes ao dia 31 de dezembro):
- 1998 - 33 671
- 1999 - 33 731
- 2000 - 34 096
- 2001 - 34 266
- 2002 - 34 403
- 2003 - 34 245
- 2004 - 34 440